# Asymmetrische Beziehung
Dieser Artikel wurde auf der Qualitätssicherungsseite des Wikiprojekts Psychologie eingetragen. Dies geschieht, um die Qualität der Artikel aus dem Themengebiet Psychologie zu verbessern. Dabei werden Artikel verbessert oder auch zur Löschung vorgeschlagen, wenn sie nicht den Kriterien der Wikipedia entsprechen. Hilf mit bei der Verbesserung und beteilige dich an der Diskussion im Projekt Psychologie.

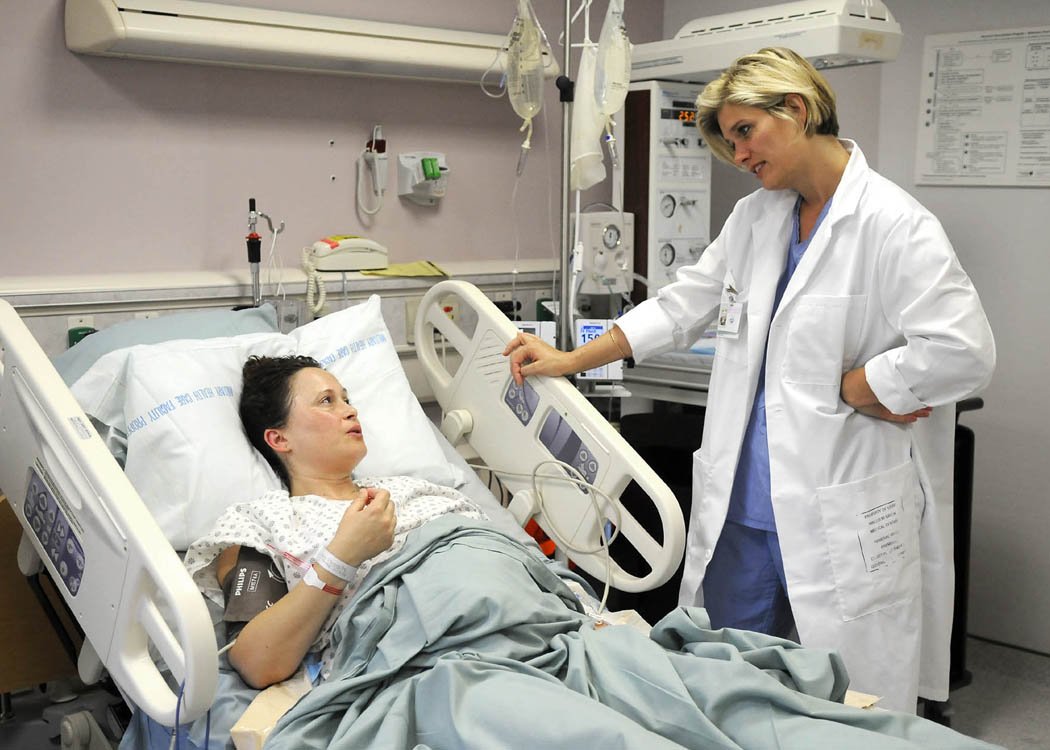
Gespräch zwischen Hebamme und Patient

Die asymmetrische Beziehung bezeichnet in der Sozialpsychologie eine Beziehung zwischen zwei Parteien, in welcher eine Partei deutlich mehr Macht als die andere hat. Eine asymmetrische Beziehung besteht also, wenn einer hierarchisch höher steht als der andere. Diese Asymmetrie begünstigt ein passives Verhalten des Untergebenen, durch das der Informationsfluss nach oben eingeschränkt wird. Die meisten Beziehungen zählen als solche. Das Gegenteil zur asymmetrischen Beziehung ist die symmetrische Beziehung, bei der beide Personen hierarchisch gleich hoch stehen.

## Funktionale asymmetrische Beziehung
Zu den für eine funktionale Beziehung helfenden Faktoren gehört, dass der höher Gestellte dem Wohlergehen des Untergebenen / des zu Betreuenden Rückhalt gibt. Des Weiteren hilft die Verantwortlichkeit des höher Gestellten für eine Einbeziehung des Untergebenen / des zu Betreuenden in einen Gesprächsverlauf bzw. generell in Interaktionen.

## Beispiele
Die folgenden sind typische Beispiele von asymmetrischen Beziehungen:
- Eltern – Kind
- Kindertagesstättenerzieher – Kind[4]
- Lehrer – Schüler[Anm. 1]
- Vorgesetzter – Mitarbeiter
- Therapeut – Klient bzw. Arzt – Patient

In der analytischen Gesprächstherapie wird beim Aufbau einer asymmetrischen Beziehung, die sich schon in der vom Therapeuten abgewandten Liegehaltung des Patienten ausdrückt, besondere Bedeutung für die Prozesse des freien Assoziierens und der Übertragung beigemessen.
In einer asymmetrischen Beziehung gilt es besonders, ein gleichgewichtetes Verhältnis von Autorität und Fürsorge zu halten, da es sonst zu Spannungen kommen kann.